# Erlend Bjøntegaard
Erlend Bjøntegaard (* 30. července 1990 Kongsberg) je bývalý norský biatlonista a několikanásobný mistr Evropy.
Ve světovém poháru dokázal individuálně skončit nejlépe na druhém místě. S norskou štafetou se několikrát dočkal vítězství, poprvé v německém Ruhpoldingu v sezóně 2014/2015.
V březnu 2023 oznámil konec profesionální kariéry.

## Výsledky

### Olympijské hry a mistrovství světa
| Sezóna  | Akce | Místo         | SP            | SZ            | HZ            | IZ            | ŠT            | SŠT           | SZD           | Věk    |
| ------- | ---- | ------------- | ------------- | ------------- | ------------- | ------------- | ------------- | ------------- | ------------- | ------ |
| 2017/18 | ZOH  | Pchjongčchang | 5.            | 9.            | 7.            | –             | –             | –             | ×             | 27 let |
| 2018/19 | MS   | Östersund     | 7.            | 15.           | 22.           | 64.           | –             | –             | –             | 28 let |
| 2019/20 | MS   | Anterselva    | 35.           | 15.           | –             | –             | –             | –             | –             | 29 let |
| 2021/21 | MS   | Pokljuka      | neúčastnil se | neúčastnil se | neúčastnil se | neúčastnil se | neúčastnil se | neúčastnil se | neúčastnil se | 30 let |

### Juniorská mistrovství
Zúčastnil se čtyř juniorských šampionátů v biatlonu. Celkově na těchto šampionátech získal jednu zlatou medaili ve stíhacím závodu v Canmore v roce 2008, a k tomu ještě přidal dvě stříbrné a jednu bronzovou medaili.
| Sezóna  | D   | Místo                | SP  | SZ  | IZ  | ŠT | Věk    |
| ------- | --- | -------------------- | --- | --- | --- | -- | ------ |
| 2007/08 | MSJ | Ruhpolding           | 10. | 14. | 13. | 2. | 17 let |
| 2008/09 | MSJ | Canmore              | 2.  | 1.  | 31. | 6. | 18 let |
| 2009/10 | MSJ | Torsby               | 41. | 36. | –   | 9. | 19 let |
| 2010/11 | MSJ | Nové Město na Moravě | 6.  | 4.  | 6.  | 3. | 20 let |

## Vítězství v závodech světové poháru

### Kolektivní
| Datum             | Místo                | Disciplína |
| ----------------- | -------------------- | ---------- |
| 15. ledna 2015    | Ruhpolding, Německo  | štafeta    |
| 13. února 2016    | Presque Isle, USA    | štafeta    |
| 10. prosince 2017 | Hochfilzen, Rakousko | štafeta    |
| 8. února 2019     | Canmore, Kanada      | štafeta    |
| 7. prosince 2019  | Östersund, Švédsko   | štafeta    |
| 15. prosince 2019 | Hochfilzen, Rakousko | štafeta    |
| 11. ledna 2020    | Oberhof, Německo     | štafeta    |